# Chris White
Chris White, född 13 juli 1955 i Bristol, är en engelsk jazz/rock saxofonist (alt/baryton) som turnerade med Dire Straits mellan 1985 och 1995, och har spelat med många kända band och artister, som Robbie Williams, Paul McCartney, Chris De Burgh och Mick Jagger.

## Biografi
White började spela saxofon vid tretton års ålder, och ett par år senare började han spela på ett par mindre ställen, och det dröjde inte länge innan han var med i National Youth Jazz Orchestra och turnerade med andra musiker (som exempelvis France Gall). 1985 kom han med i Dire Straits för att medverka på Brothers in Arms-turnén, och han spelade också med under Live Aid och Nelson Mandela's 70th Birthday Concert 1988. 1991 medverkade han också på Dire Straits sista album, On Every Street, samt på världsturnén mellan 1991 och 1992.
I maj 1990 blev han medlem av The Notting Hillbillies och ett år senare, släppte han sitt första soloalbum, Shadowdance. En motorcykelolycka hindrade honom 1993 att turnera med Pink Floyd.
År 2002 gjorde Dire Straits en miniåterförening i förmån för välgörenhet under fyra kvällar, där Chris White medverkade tillsammans med tidigare medlemmar av bandet som Mark Knopfler, John Illsley, Guy Fletcher och Danny Cummings, samt ett par övriga musiker.
2007 spelade Chris White med Tom Jones och Bryan Ferry vid tillställningen Concert for Diana på Wembley Stadium.